# الأمير جيولايم
الأمير جيولايم (بالفرنسية: Guillaume de Luxembourg) هو وريث دوق لوكسمبورغ، هو الابن البكر لالدوق الأكبر هنري والدوقة ماريا تيريزا. يحتل الترتيب الأول في خط الخلافة على دوقية لكسمبرغ الكبرى. تزوج 20 أكتوبر 2012 مع الكونتيسة دي ستيفاني LANNOY (الزواج المدني في اليوم السابق).

## بداية حياته وشبابه
ولد 11 نوفمبر 1981 في شارلوت الأمومة الدوقة الكبرى، لديه اربع أخوة اصغر منه وهم (فيليكس، لويس وسبستيان) وأخت (الكسندرا).
بعد دراسته الابتدائية في إحدى المدارس العامة، اكمل دراسته الثانوية في روبرت شومان في لوكسمبورغ وجبال الألب كلية سولي العاشق في سويسرا.
في المجال الإنساني، تحديداً عام 1997 شارك في مشروع إعادة التحريج في نيبال بقيادة حركة الكشفية في لوكسمبورغ وفي عام 1999 شارك في مهمة خيرية في أغواسكاليينتس، المكسيك
اما في خريف عام 2000، فقد فاز بدوره الرسمي الأول وهو رئاسة مجلس إدارة مؤسسة للأشخاص ذوي الإعاقة وعمره آنذاك تسعة عشر سنة.

## ولي العهد
بعد انضمام والده إلى العرش، أصبح الأمير الدوق الأكبر في لوكسمبورغ وريثاً شرعياً للعرش في 18 ديسمبر 2000 باعتباره أكبر أبناء الملك، واقيم حفل في قصر الدوق الكبير.
و حين بلغ جيولايم عامه الخامس والعشرين سنة 2006، أصدرت لوكسمبورغ عملة تذكارية € 2 حيث يظهر صورته جنبا إلى جنب مع والده.

## زواجه
في 26 أبريل 2012 أعلن جيولايم خطوبته مع الكونتيسة دي ستيفاني الابنة الثامنة والصغرى لفيليب DO LANNOY من مواليد (1992) وفي 19 أكتوبر 2012 تم زواجهماَ المدني وقد اقيم حفل كبير جداً في لوكسمبورغ وحضره الكثير من محبي النظام الملكي وشوهد الحفل عبر الشاشات الكبرى وفي اليوم التالي أي 20 أكتوبر 2012 تم الزواج الديني في الكنيسة.